# Koronavirová recese
Koronavirová recese je významná ekonomická recese, která v roce 2020 ovlivňuje významně ekonomiku téměř všech světových států. Spouštěčem recese byly státní zásahy do chodu ekonomik ve snaze omezit šíření nemoci covid-19 způsobované koronavirem SARS-CoV-2, čímž došlo celosvětově k zavádění preventivních opatření jako zavírání obchodů, služeb, vzdělávacích institucí či státních hranic. Jedná se o nejhorší recesi od Velké hospodářské krize, která vypukla ve 30. letech 20. století.[zdroj?] Ekonomické dopady se liší v různých oblastech světa podle toho, jak rychle se v daných oblastech podařilo získat kontrolu nad šířením covidu-19 a s ohledem na vývoj a bilanci daných ekonomik v uplynulých letech.
První znatelné ekonomické problémy se začaly projevovat na přelomu února a března 2020 s počátkem výrazného poklesu cen ropy na světových trzích. Některé státy (například Itálie) dále zpřísňovaly opatření. Klesla rovněž poptávka po cestování. Pokles zasáhl citelně leteckou dopravu. V průběhu března se ve většině světa významně omezila vnitrostátní veřejná doprava a došlo k omezování provozu podniků. Kvůli délce až několika měsíců, po které opatření platí, vyhlásila řada společností insolvenci a nebo došlo k částečnému propuštění zaměstnanců, což zvýšilo míru nezaměstnanosti. Příkladem jsou Spojené státy americké, kde míra nezaměstnanosti kolísala v období od května 2019 do února 2020 mezi 3,4 a 3,7 %. Oproti tomu v březnu 2020 vzrostla na 4,4 % a v dubnu skokově byla hodnota 14,7 %. Takové hodnoty nedosáhla nejen za posledních deset let, kdy s růstem ekonomiky v období konjunktury dlouhodobě klesala, ale ani za posledních 25 let. Při poslední recesi se na přelomu let 2009 a 2010 pohybovala okolo 10 %, když její růst kulminoval.
Státům se zvyšují náklady na záchranu obyvatel a zároveň snižují příjmy do rozpočtu, tudíž si půjčují nebo jednoduše prodávají dluhopisy. Státy se tedy postupně zadlužují. Velké množství zemí ještě nedokázalo snížit dluh z období celosvětové ekonomické krize (2008–2015) nebo jim státní dluh vůči HDP v posledních letech ještě vzrostl. Tato krize tedy může některé státy ekonomicky extrémně poškodit, především ty státy, které na tom byly špatně ještě před touto globální recesí (například Řecko nebo Libanon).
Recese výrazně působila na ceny hlavních komodit jako je ropa či zlato. Cena ropy WTI na jaře 2020 klesla do záporných hodnot, v srpnu zase poprvé v historii cena zlata přesáhla 2000 amerických dolarů. Velký šok zažil ke konci února a v březnu akciový trh. Násladně se ale vrátil na původní hodnoty, akcie některých velkých společností (např. Tesla) významně překonaly ceny z doby před krizí. Dow Jonesův Index na pomyslné dno klesl 23. března 2020, nicméně v průběhu roku se velmi rychle zotavil a na konci roku již opět překonával historická maxima tak jako v předchozích letech. Recese taktéž zasáhla Pražskou burzu, která se zotavovala o něco pomaleji než hlavní světové indexy, nicméně i tak rok 2020 uzavřela těsně pod hodnotami z dob před krizí. 

## Dopady na růst HDP a míru inflace
Většina světových států očekává propad HDP. Patří mezi ně zejména státy, které byly již před krizí v recesi nebo na pokraji recese. Další zasaženou skupinou jsou státy OPEC (Organizace zemí vyvážejících ropu), mezi něž patří 13 států (1 v Jižní Americe, 5 v Asii a 7 v Africe). Podle predikce klesne HDP všem těmto zemím, nejhůře zasaženými státy budou Venezuela a Libye. Růst HDP čeká některé africké a asijské země, především ty chudé, které zažívají dlouhodobě velký ekonomický vzestup (např. Nepál a Pobřeží slonoviny).
Inflace se celosvětově snižuje, desítky zemí v dubnu a květnu dokonce zažívaly deflaci. V některých státech přesto inflace roste a dostávají se takřka do hyperinflace. Libanon zažívá velkou krizi, inflace stoupla od října 2019 do února 2020 o 10 % a nadále stoupá. Statisíce lidí se dostaly pod hranici chudoby. Problémy související s covidem-19 navíc celou krizi výrazně zhoršují. Libanon má dlouhodobě jeden z nejvyšších státních dluhů vůbec (170 % HDP) a není schopen své dluhy řádně splácet.
Počáteční koronavirové recese byl spíše ve znamení mírného snižování inflace v důsledku snížení poptávky. V roce 2021 došlo k úplnému opaku a poměrně nízká inflace byla nahrazena velmi vysokou. Pandemie covidu-19 však měla spíše menší podíl na tomto zdražovaní.

## Ekonomické dopady podle státu

### Česko
Ke konci roku 2019 se počítalo s růstem HDP v roce 2020 o 2 % a se schodkem státního rozpočtu ve výši 40 miliard Kč. Již v období leden – únor, když ještě nebyla ekonomika ovlivněna koronavirem, narostl schodek státního rozpočtu na 27,4 miliard Kč. V březnu byl vyhlášen nouzový stav, byla zavřena drtivá většina obchodů a lidé nemohli vycestovat do zahraničí. Poslanecká sněmovna kvůli tomu zvýšila předpokládaný schodek státního rozpočtu na 200 miliard Kč, v dubnu dokonce na 300 miliard Kč. Podle mnohých politiků a ekonomů bude ale podstatně vyšší (400 až 500 miliard Kč). Na začátku června to připustila také ministryně financí Alena Schillerová. Ministerstvo financí prodalo v roce 2020 dluhopisy za více než 480 miliard Kč, což je téměř dostatečné množství pro splácení dluhů v daném roce. Míra poklesu HDP v roce 2020 bude podle odhadů mezi 5 až 11 %, přičemž na úroveň před krizí se Česko dostane nejspíše v roce 2022.[zdroj?]
V březnu výrazně klesla stavební a průmyslová produkce. Zahraniční obchod se zbožím rovněž nedosáhl na takový zisk jako v měsících předešlých. Došlo také k poklesu maloobchodních tržeb (s výjimkou maloobchodů s potravinami). Česká koruna v březnu, poté, co posílila v únoru, značně oslabila. V dubnu poprvé stoupla nezaměstnanost, ze 3,0 na 3,4 %.
V 1. čtvrtletí roku 2020 kleslo HDP meziročně o 2,0 %. V druhé půlce května začala koruna významně posilovat díky dobře zvládnuté situaci s covidem-19. Nezaměstnanost rostla pomaleji, než se očekávalo. V červnu dosáhla 3,7 %, meziročně o 1,1 % víc. Svého úplného maxima (4,2%) dosáhla v 1. čtvrtletí 2021. Poté začala rychle klesat.

### Čína
Čína byla prvním státem, který se dostal do ekonomických problémů. Tento problém zpočátku jiné země nezasáhl a Čína byla tedy jedinou postiženou zemí. Omezení dopravy a podniků nastalo již koncem ledna. V průběhu března a dubna se ale chod ekonomiky začal vracet do normálu, na rozdíl od jiných států. V 1. čtvrtletí roku 2020 se propadla čínská ekonomika meziročně o 6,8 %. Díky brzké obnově ekonomiky se však očekává, že v roce 2020 stoupne HDP Číny zhruba o 1,5 %.

### Japonsko
Japonsko bylo jednou z prvních zemí, které byly ekonomicky zasaženy. Došlo k odložení letních olympijských her v Tokiu na rok 2021. V 1. čtvrtletí roku 2020 se propadlo meziročně HDP o 3,4 %. Už před touto krizí se japonské HDP výrazně nezvyšovalo. Očekává se, že státní dluh v důsledku zmražení světové ekonomiky může vzrůst až na 260 % HDP[zdroj?]. Nelze tedy v následujících letech či desetiletích v Japonsku vyloučit dluhovou krizi.

### USA
Nezaměstnanost v USA stoupla na 14,7 % v dubnu 2020. Poté však začala relativně rychle klesat, což vedlo k posílení amerického dolaru. V červnu dosáhla nezaměstnanost 11,1 %. Díky velkým podpůrným balíčkům se USA významně zadluží, zhroucení ekonomiky v blízkých letech je však krajně nepravděpodobné. Poté, co došlo k masivním rasovým protestům a vypukla 2. vlna epidemie koronaviru, dolar zásadně oslabil, vůči koruně na nejslabší hodnoty od roku 2018.

## Pomoc ekonomice podle státu

### Česko
Česká vláda počítá pro rok 2020 se záchrannými ekonomickými balíčky v hodnotě přibližně 1,15 bil. Kč.